# Georg Luksch (Komponist)
Georg Luksch (* 8. August 1921 in Wien; † 17. Jänner 1996 in Wien) war ein österreichischer Komponist, Kapellmeister und Arrangeur.

## Biografie
Georg Luksch war der Sohn von Aloisia Luksch und dem Straßenbahner Georg Luksch. Er lernte mit sechs Jahren Gitarre, dann Klarinette und Saxophon. Mit 14 Jahren spielte er Es-Klarinette in einer Blasmusikkapelle in Wien-Döbling und begann bereits zu komponieren. Er erhielt privaten Musikunterricht und studierte am Konservatorium Oboe. Nach dem Zweiten Weltkrieg leitete er die Musikkapelle der Wiener Verkehrsbetriebe und 25 Jahre lang das „Tanzorchester Georg Luksch“. Seit den 1960er Jahren hatte er die musikalische Leitung des Neuen Pratervarietés (vormals Varieté Leicht) inne. Er komponierte Hits für u. a. Peter Alexander, Wencke Myhre und Bobbejaan und arbeitete mit Textdichtern wie Hans Haller, Charles Berndt, Leo Parthé und Hugo Wiener. Aus seiner Ehe mit Anna Luksch ging 1943 sein Sohn Rudi Luksch hervor, der später als Wienerlied-Komponist bekannt wurde. Nach der Scheidung heiratete er in zweiter Ehe Hedwig Luksch, 1966 wurde sein zweiter Sohn Georg O. Luksch geboren.

## Werke (Auswahl)

### Bekannte Lieder
- Lass Das Sein
- Bei meiner Tauf haben d’ Schrammeln g’spielt
- A klaner Strawanzer

### Polkas
- Diamantenpolka
- Mondschein Polka
- Jäger-Polka
- Marika Polka